# American Beauty (альбом)
American Beauty — шестой студийный альбом группы Grateful Dead. Был записан в период между августом и сентябрём 1970 года, и выпущен компанией Warner Bros. Records в 1970 году. Диск, как и предыдущий Workingman’s Dead, выдержан в жанрах фолк и кантри рок. Особое место занимают тексты Роберта Хантера.
В 2003 году альбом попал на 258-ю строчку списка 500 величайших альбомов всех времён, составленного журналом Rolling Stone.

## Об альбоме
Группа начала запись American Beauty спустя несколько месяцев после выпуска Workingman’s Dead. При этом в записи не участвовал их постоянный персонал, так как в это время его члены участвовали в туре Medicine Ball Caravan (к которому изначально планировала присоединиться вся группа). Стивену Барнкарду, члену звукозаписывающего персонала, пришлось побыть продюсером за Боба Мэтьюса. «Шаг, который раздражает Мэтьюса по сей день». Барнкард заметил: «Мне приходилось слышать неприятные истории о взаимодействии звукорежиссёра с группой, но я увидел только компанию трудолюбивых ребят».
И Workingman’s Dead и American Beauty сочетали в себе такие жанры как блюграсс, рок-н-ролл, народную музыку и, особенно, кантри, что было довольно новаторским ходом на тот момент. По сравнению с Workingman’s Dead, в American Beauty меньше акцента на соло гитаре. Гарсия вместо этого активнее использовал педальную слайд-гитару. Во время записи Гарсия начал сотрудничать с мандолинистом Дэвидом Грисманом. «Я столкнулся с Джерри на бейсбольном матче в Фэрфаксе и он сказал, 'Эй, хочешь поиграть с нами на записи?'» — вспоминал Грисман. Филл Лэш в «Магнетизм студии Уолли Хиндера помог мне перенести потерю папы и мои новые обязанности. Там тогда постоянно тёрлись лучшие музыканты — Пол Кантнер и Грейс Слик из Jefferson Airplane, Сантана, Кросби, Нэш и Янг тогда здесь работали. Спасибо Господу за музыку; это исцеляющая сила за пределами нашего понимания» — пишет Леш в автобиографии.
Песни «Truckin’» и «Ripple» выпускались как синглы, а песни «Box of Rain», «Sugar Magnolia» и «Friend of the Devil» попали в радиоэфир.

## Список композиций
1. «Box of Rain» (Роберт Хантер и Фил Леш) — 5:18
2. «Friend of the Devil» (Джон Доусон, Джерри Гарсия, Роберт Хантер) — 3:24
3. «Sugar Magnolia» (Хантер и Боб Вейр) — 3:19
4. «Operator» (Рон МакКернан) — 2:25
5. «Candyman» (Гарсия и Хантер) — 6:14
6. «Ripple» (Гарсия и Хантер) — 4:09
7. «Brokedown Palace» (Гарсия и Хантер) — 4:09
8. «Till the Morning Comes» (Гарсия и Хантер) — 3:08
9. «Attics of My Life» (Гарсия и Хантер) — 5:12
10. «Truckin’» (Гарсия, Хантер, Леш, Вейр) — 5:03

## Участники записи
Grateful Dead
- Джерри Гарсия — гитара, вокал
- Микки Харт — ударные
- Билл Кройцман — ударные
- Фил Леш — бас-гитара, вокал
- Рон МакКернан — клавишные, вокал, губная гармошка
- Боб Вейр — гитара, вокал
- Роберт Хантер — лирика

Приглашённые музыканты
- Дэйв Торбет — бас-гитара в песне «Box of Rain»
- Дэвид Нельсон — электрогитара в «Box of Rain»
- Дэвид Грисман — мандолина в песнях «Friend of the Devil» и «Ripple»
- Говард Вэльс — Электроорган в песнях «Candyman», «Truckin’»; пианино в «Brokedown Palace»
- Нэд Ладжин — пианино в песне «Candyman»